# Taismary Agüero
Taismary Agüero Leiva (Yaguajay, 5 de marzo de 1977) es una exjugadora de voleibol cubana nacionalizada italiana. Disputó 2 Juegos Olímpicos representado a Cuba, en los que obtuvo dos medalla de oro. En el año 2001 se nacionalizado italiana y disputó los Juegos Olímpicos de Pekín 2008 con Italia.